# 青州站
青州站位于福建省三明市沙县区青州镇，建于1956年。距鹰潭站298公里，距厦门站396公里。车站由南昌局集团永安车务段管辖，为四等站，是车务段在鹰厦铁路上管辖的最北车站，有车务段“北大门”之称。车站目前不办理客运业务，货运办理整车货物发到，为青州马铺工业园的企业服务，设有通往青山纸业和三发物流的专用线。